# Françoise Bettencourt-Meyers
Françoise Bettencourt-Meyers (* 10. Juli 1953 in Neuilly-sur-Seine) ist eine französische Industriellen-Erbin. 2017 beerbte sie ihre Mutter Liliane Bettencourt, L’Oréal-Erbin und damals reichste Frau der Welt, die im Alter von 94 Jahren starb. Bettencourt-Meyers hielt bereits seit Jahren den Titel als reichste Frau der Welt, als sie 2023 die erste Frau mit einem 100-Milliarden-Dollar-Vermögen wurde.

## Leben
Als die einzige Tochter der Erbin Liliane Bettencourt und Enkelin des Gründers des französischen Kosmetikkonzern L’Oréal Eugène Schueller wuchs sie in einem streng katholischen großbürgerlichen Haushalt im noblen Pariser Vorort Neuilly-sur-Seine auf. Ihr Großvater war ein enger Freund von Eugène Deloncle und stellte Geld zur Gründung der antikommunistischen, antisemitischen, bewaffneten Untergrundorganisation „Cagoule“ zur Verfügung. Nach der französischen Niederlage gegen Nazi-Deutschland unterstützten Schueller und Deloncle das Vichy-Regime von Marschall Pétain und gründeten die faschistische Organisation „Mouvement Social Révolutionnaire“, die mit den Nationalsozialisten kollaborierte und 1941 auch Bombenanschläge auf sieben Pariser Synagogen verübte.
Ihr Vater ist André Bettencourt, der Mitglied der „Cagoule“ war und als Journalist bei der Pariser „Propagandastaffel“ arbeitete, die Goebbels Propagandaministerium unterstellt war.
Im Jahr 1984 heiratete sie den Enkel des im KZ Auschwitz ermordeten Rabbiners der Synagoge Neuilly-sur-Seine, den Bankier Jean-Pierre Meyers. Nach der Heirat beschloss sie, zum Judentum zu konvertieren und die gemeinsamen Kinder Jean-Victor (* 1986) und Nicolas (* 1988) in der jüdischen Religion zu erziehen. Sie ist Autorin von Bibelkommentaren und Arbeiten über jüdisch-christliche Beziehungen.
Die Familie Meyers lebt zurückgezogen in Neuilly-sur-Seine. Im Jahr 2023 hielt die Familie rund 35 % der Anteile an L’Oréal.
In den 1980er Jahren entwickelte sich ein Rechtsstreit zwischen Mutter und Tochter von einer Familienfehde zu einem politischen Skandal: Frankreichs früherem Präsident Nicolas Sarkozy, der seine politische Karriere als Bürgermeister von Neuilly-sur-Seine begann, war vorgeworfen worden, illegale Spendengelder von Liliane Bettencourt angenommen und dabei den schlechten Gesundheitszustand der alten Dame ausgenutzt zu haben (Bettencourt-Affäre).
Im Dezember 2008 wurde bekannt, dass ihre Mutter Liliane Bettencourt zwischen 2001 und 2007 knapp eine Milliarde Euro in Form von Gemälden, Immobilien, Schecks und Lebensversicherungen an den französischen Fotografen François-Marie Banier verschenkt hatte. Sie hatte Banier ursprünglich auch zum Erben eingesetzt. Wie im September 2010 bekannt wurde, hat sie seinen Erbenstatus mittlerweile wieder aufgehoben. Am 1. Dezember 2009 beantragte Francoise Meyers vor Gericht, die Mutter unter Vormundschaft zu stellen. Der Familienstreit weitete sich in Frankreich zur Bettencourt-Affäre aus, die illegale Wahlkampfspenden einschloss.
Seit dem Tod ihrer Mutter im September 2017 stand sie 2022 mit 74,8 Milliarden US-Dollar auf der Liste des Forbes Magazines der reichsten Frauen auf dem ersten Platz. Nachdem ihre L’Oréal-Aktien Ende 2023 auf ein Rekordhoch geklettert waren, sprang ihr Vermögen auf 100,1 Milliarden Dollar – damit war sie auch die erste Frau der Welt mit einem persönlichen Vermögen von 100 Milliarden Dollar.
Sie sitzt mit ihren Söhnen im Verwaltungsrat von L’Oréal und ist zudem als Vizechefin dieses Gremiums tätig.